# Vezza d’Alba
Vezza d’Alba ist eine Gemeinde in der italienischen Provinz Cuneo (CN), Region Piemont.

## Lage und Einwohner
Vezza d’Alba liegt rund 65 km nordöstlich von der Provinzhauptstadt Cuneo in der Region Roero, die Rebflächen sind im Wein gleichen Namens zugelassen. Das Gemeindegebiet umfasst eine Fläche von 14 km² und hat 2352 Einwohner (Stand 31. Dezember 2023). Zur Gemeinde zählen die Fraktionen (Frazioni) Borbore, Borgonuovo, Cascinotto, Cerrati, Madernassa, Riassolo, Sanche, Socco und Valmaggiore.
Die Nachbargemeinden sind Canale, Castagnito, Castellinaldo, Corneliano d’Alba, Guarene, Montaldo Roero und Monteu Roero.

## Geschichte

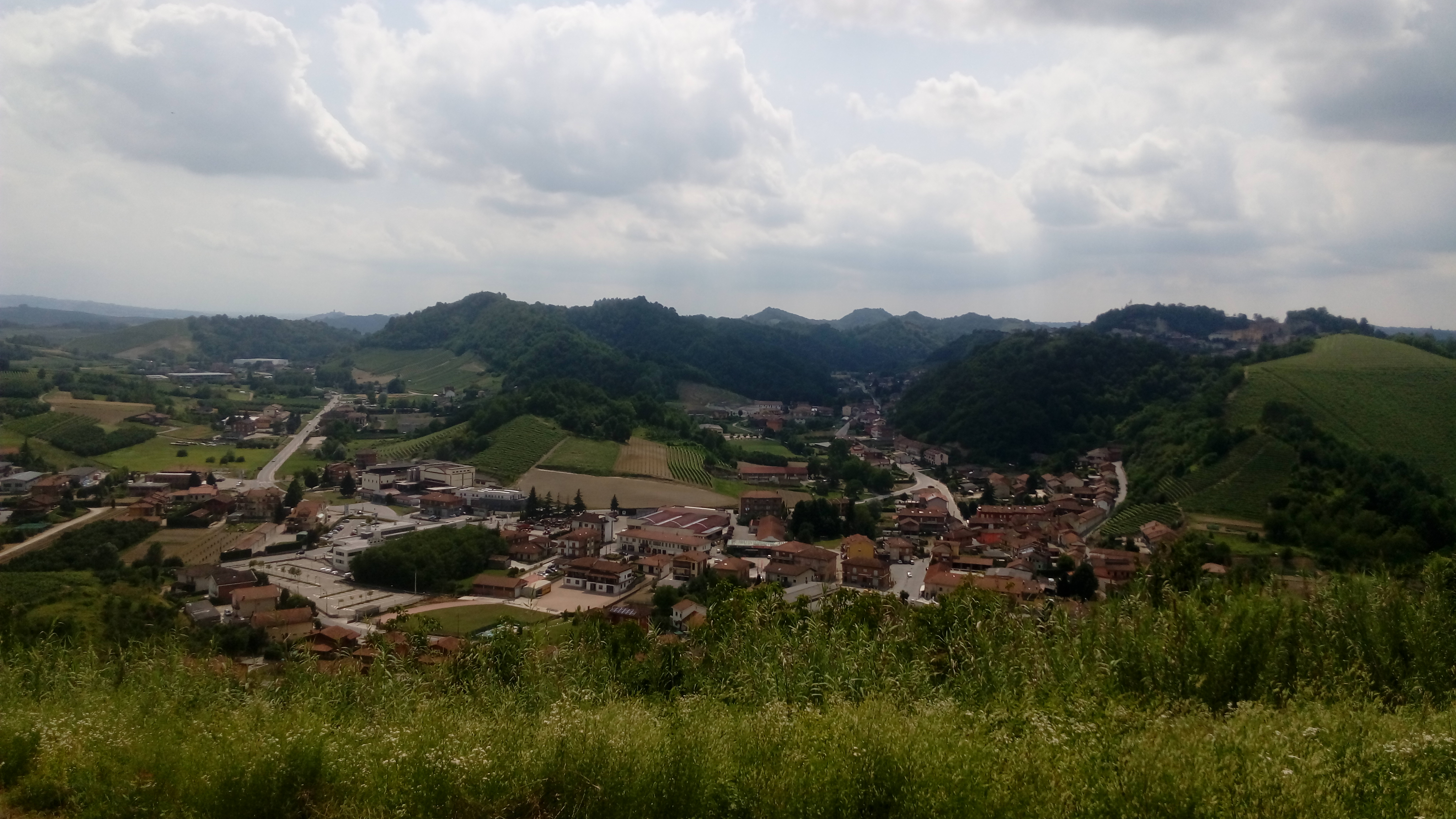
Ansicht der Gemeinde

Auf dem heutigen Gebiet der Gemeinde war eine römische Siedlung, wie Funde von Münzen und Gegenständen aus der Zeit Vespasians belegen. Als Lehen des Bischofs von Asti wurde es von der Familie de Vicia regiert, danach 1377 an die Familie de Ponte und 1401 an die Familie Roero abgetreten.

## Sehenswürdigkeiten
- Die Pfarrkirche Santa Maria Assunta und San Martino, die 1665 erbaut und später durch Seitenschiffe erweitert wurde.
- Die Kirche San Bernardino, die in der zweiten Hälfte des 18. Jahrhunderts im Barockstil erbaut wurde.
- Die Kirche Madonna dei Boschi, die romanisch-gotische Friese und eine „Verkündigung“ aus dem 16. Jahrhundert bewahrt.
- Das Naturmuseum Roero (Museo naturalistico del Roero)[2]

## Gemeindepartnerschaften
- Jonquières-Saint-Vincent, seit 1974

## Söhne und Töchter der Gemeinde
- Tommaso Demaria (* 1908 in Vezza d’Alba; † 12. Juli 1996 in Turin), Theologe